# Donald Where's Your Troosers?
Donald Where's Your Troosers? è una canzone umoristica scritta da Andy Stewart per i testi e da Neil Grant per le musiche.

## Il brano
La canzone parla di uno scozzese che indossa il kilt al posto dei pantaloni. Quando venne eseguita da Andy Stewart e i White Heather Group divenne una hit nel 1960 e di nuovo nel 1989.
Stewart scrisse la canzone in 10 minuti mentre era seduto, senza i pantaloni, nel water di uno studio di registrazione.
La canzone era alla posizione numero 17 in un sondaggio sulle canzoni umoristiche preferite del Regno Unito nel 2009.

## Altri usi
- Donald Where's Your Troosers si trova nella puntata della seconda stagione "Adam Raised a Cain" di Terminator: The Sarah Connor Chronicles.